# Montagnes russes racing

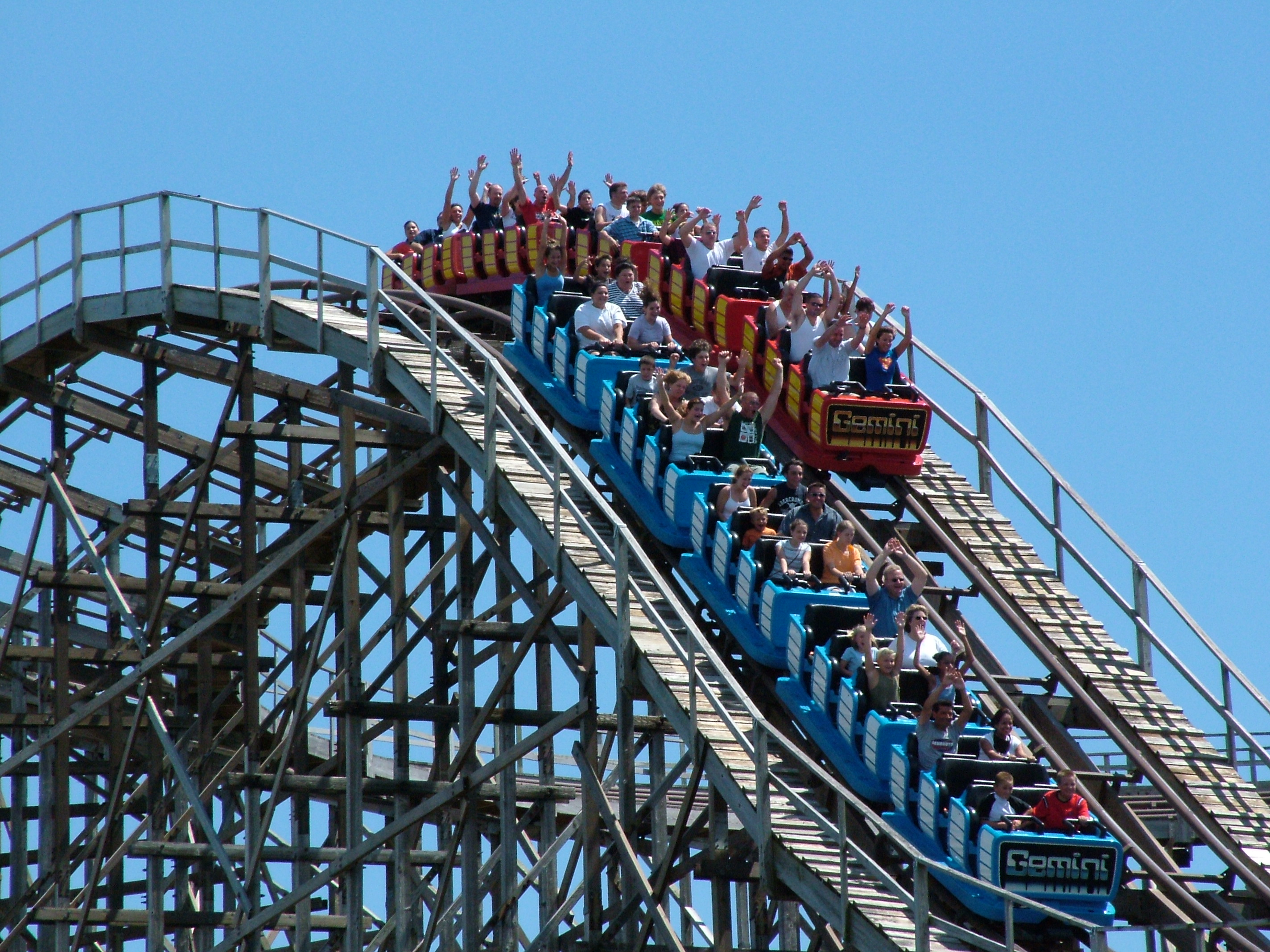
Gemini à Cedar Point : montagnes russes hybrides racing.

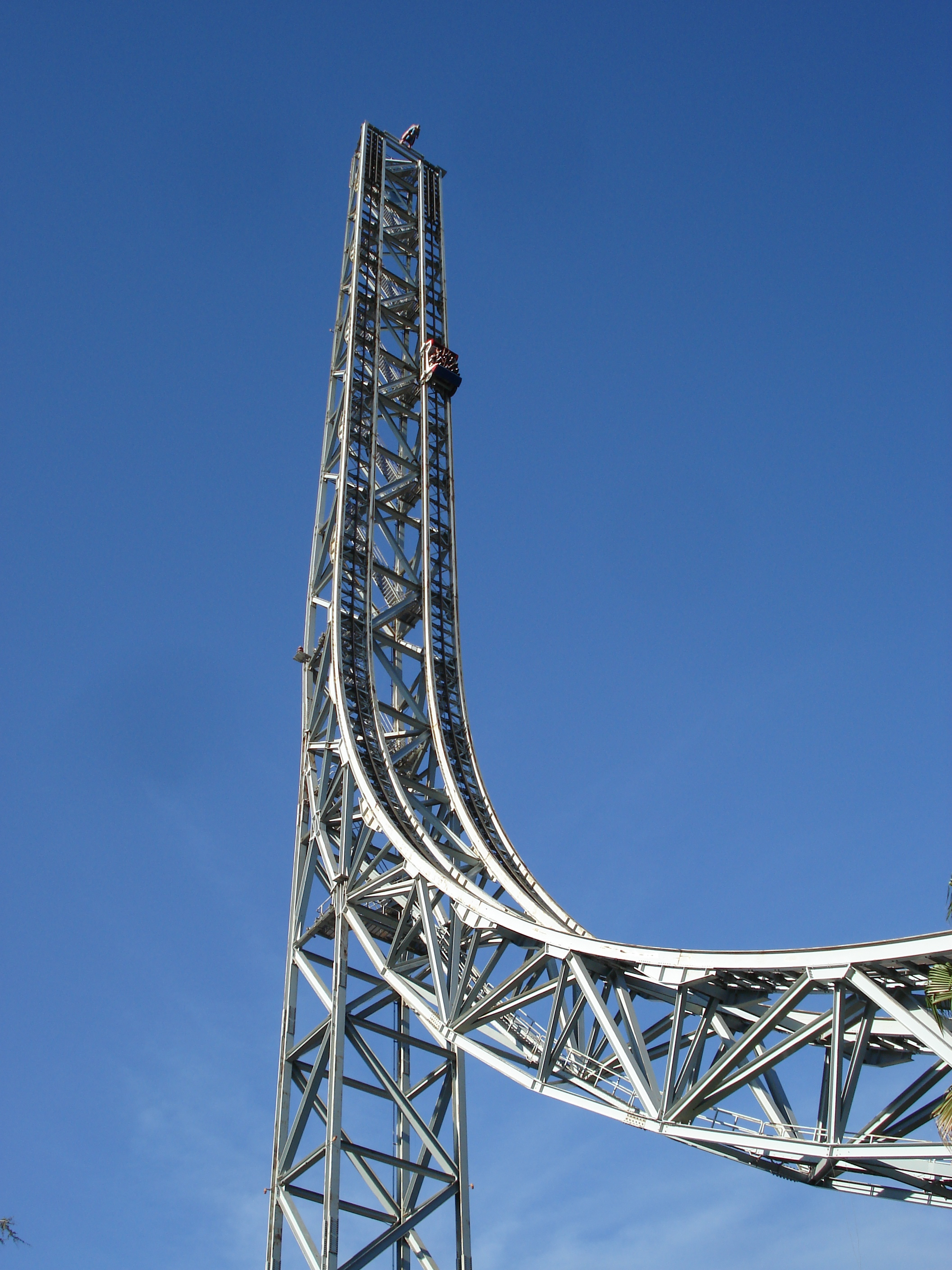
Superman: The Escape à Six Flags Magic Mountain : strata montagnes russes en métal lancées navette racing.

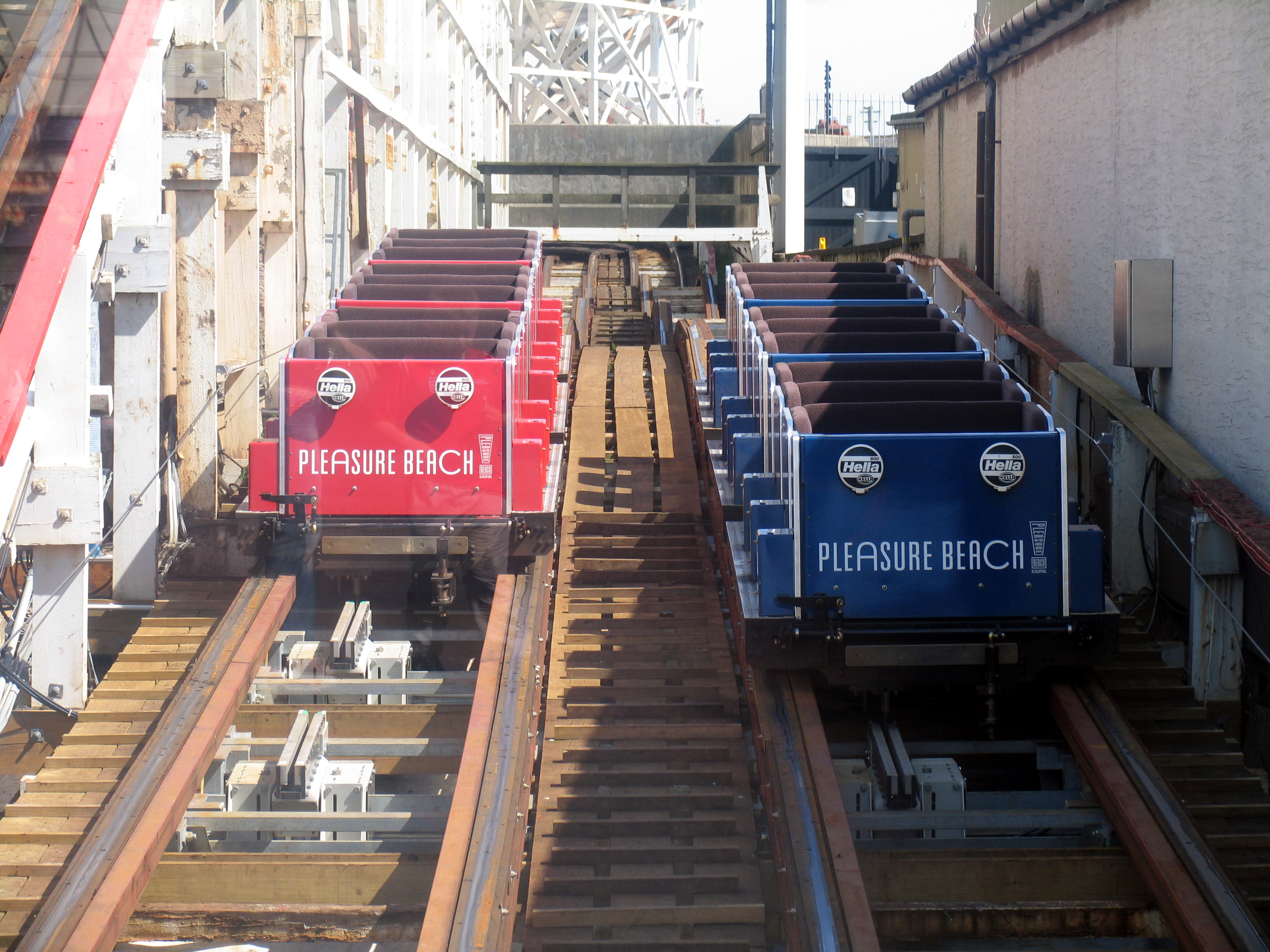
Grand National à Pleasure Beach, Blackpool : montagnes russes en bois à anneau de Möbius racing.

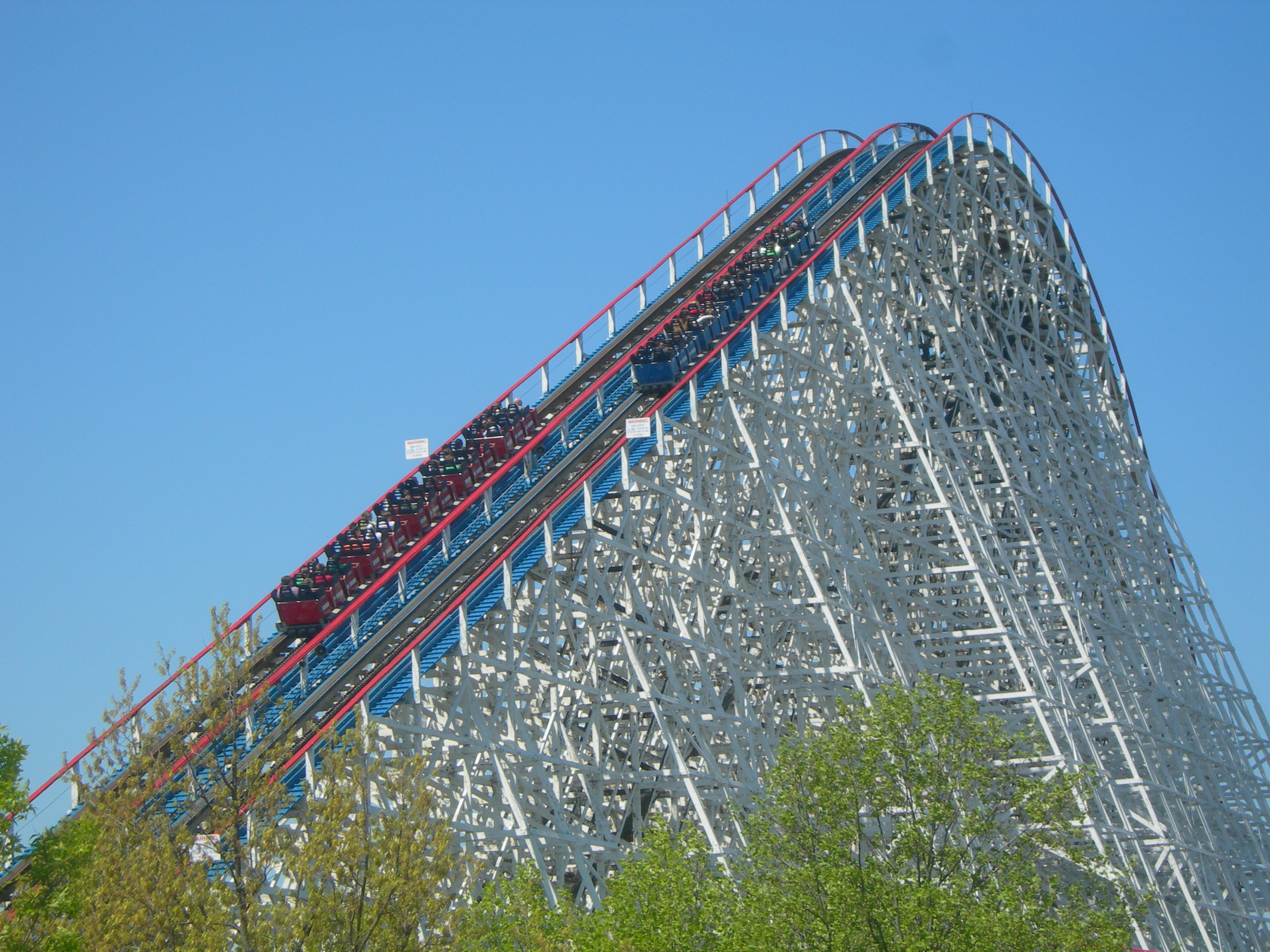
American Eagle à Six Flags Great America : montagnes russes en bois racing.

Les montagnes russes racing, ou course de montagnes russes sont des montagnes russes assises en métal, en bois ou hybrides. Les montagnes russes racing ont deux voies, parallèles ou symétriques. Le terme anglophone est racing roller coaster.

## Description
Il peut y avoir soit une structure unique comme Superman: The Escape ou deux montagnes russes identiques et dissociables comme les Wild Mouse Speedy Bob à Bobbejaanland (même s'il s'agirait plutôt d'un duel de montagnes russes).  Le but est de simuler une course entre deux trains. Les trains voyagent parfois si proches l'un de l'autre qu'il est possible de frapper dans les mains des passagers de l'autre train. 
Certaines montagnes russes racing comme Grand National ont un anneau de Möbius : ces attractions n'ont qu'une seule voie mais parcourent le circuit deux fois. Un train prend des passagers en station A et les dépose en station B, puis de la station B à la station A et ainsi de suite. Racer sont les seules montagnes russes à anneau de Möbius sur le territoire des États-Unis.
Exemples de montagnes russes racing : 
- Grand National et Steeplechase à Pleasure Beach, Blackpool
- Joris en de Draak à Efteling
- Rolling Thunder à Six Flags Great Adventure
- American Eagle à Six Flags Great America
- Stampida à PortAventura Park
- Gemini à Cedar Point

Tous les parcs ne choisissent pas de faire fonctionner de manière synchrone leurs montagnes russes racing : Rolling Thunder et Twisted Colossus sont des montagnes russes des parcs Six Flags qui ne fonctionnent souvent que d'un côté. D'autres parcs les font fonctionner un côté en marche avant, l'autre en marche arrière.